# 마나카 미키오
마나카 미키오(일본어: 眞中 幹夫, 1969년 5월 22일 ~ )는 일본의 전 축구 선수이다.

## 구단 경력
과거 제프 유나이티드 이치하라, 브럼멜 센다이, 오미야 아르디자, 요코하마 FC에서 활동하였다.